# بير موسي (خوي)
بير موسی هي قرية في مقاطعة خوي، إيران. يقدر عدد سكانها بـ 471 نسمة بحسب إحصاء 2016.